# 徐彦伯
徐 彦伯（じょ げんはく、生年不詳 - 714年）は、唐代の文人・官僚。名は洪、彦伯は字であり、字をもって通称された。本貫は兗州瑕丘県。

## 経歴
7歳で文章を作ることができた。太行山下に廬を結んだ。河北道安撫大使の薛元超に推薦され、対策に及第した。永楽県尉に任じられ、蒲州司兵参軍に任じられた。その文章は典雅かつ優美であり、当時の人に韋暠や李亘と併称して「河中三絶」と称された。職方員外郎に転じた。
聖暦元年（698年）、彦伯は廬陵王李顕を房州に迎えて、給事中に進んだ。ときに王公卿士たちの多くが言葉を慎まず、周興や来俊臣といった酷吏たちに陥れられていたため、彦伯は「枢機論」を著してかれらを戒めた。武則天が『三教珠英』の編纂を命じると、彦伯は李嶠らとともにその事業を総裁した。宗正寺卿に転じ、斉州刺史として出向した。
神龍元年（705年）、中宗（李顕）が復位すると、彦伯は入朝して太常寺少卿となり、修国史を兼ねた。『則天実録』が完成すると、その編纂に参与した功績により、彦伯は高平県子に封じられた。ほどなく衛州刺史として出向し、善政で知られた。まもなく蒲州刺史に転じ、入朝して工部侍郎となった。ほどなく衛尉寺卿に任じられ、昭文館学士を兼ねた。景龍3年（709年）、中宗が南郊を親拝すると、彦伯は「南郊賦」を作って献上した。景雲元年（710年）、昭文館学士を兼ねたまま、銀青光禄大夫の位を加えられ、右散騎常侍・太子賓客に転じた。先天元年（712年）、病のため引退を願い出て、許可された。開元2年（714年）、死去した。『文集』20巻があって、当時に通行した。

## 伝記資料
- 『旧唐書』巻94 列伝第44
- 『新唐書』巻114 列伝第39